# Alvin Harper
Alvin Craig Harper (Lake Wales, 6 luglio 1967) è un ex giocatore di football americano statunitense che ha militato nel ruolo di wide receiver nella National Football League (NFL). Al college giocò a football a Tennessee

## Carriera professionistica
Harper fu scelto come 12º assoluto nel Draft NFL 1991 dai Dallas Cowboys per giocare accanto a Michael Irvin. Il momento più alto della sua carriera fu forse durante la finale della NFC del 1992 contro i San Francisco 49ers, quando ricevette un passaggio da 70 yard, portando i Cowboys sulla linea delle 10 yard avversarie e sigillando la vittoria. Inoltre ricevette un passaggio da touchdown da 45 yard dal quarterback Troy Aikman nella vittoria per 52-17 sui Buffalo Bills nel Super Bowl XXVII. L'anno successivo fu ancora decisivo nella finale della NFC quando ricevette dal quarterback di riserva Bernie Kosar un touchdown da 42 yard. Due settimane dopo si laureò di nuovo campione NFL battendo ancora i Bills nel Super Bowl XXVIII. Il miglior anno a livello statistico della carriera di Harper fu nel 1994, quando guidò la lega con una media di 24,9 yard a ricezione, ricevendo 33 passaggi 821 yard e otto touchdown. Quello fu il suo ultimo anno coi Cowboys. La seconda parte della carriera la passò con Tampa Bay Buccaneers (1995-1996), Washington Redskins (1997) e New Orleans Saints (1997), prima di fare ritorno per un'ultima stagione a Dallas nel 1999.

## Palmarès
- Super Bowl : 2

Dallas Cowboys: XXVII, XXVIII
- National Football Conference Championship: 2

Dallas Cowboys: 1992, 1993

## Statistiche
| Ricezioni     | 191   |
| Yard ricevute | 3.473 |
| Touchdown     | 21    |